# 田村清顯
田村清顯（生年不詳－1586年11月19日）是陸奥國的戰國大名。父親是田村隆顯。弟弟有氏顯。正室是相馬顯胤的女兒於北。

## 生平
與父親同様是英明的武將而為人所知。在父親死後成為當主。為了與佐竹氏和蘆名氏對抗，於是把唯一的女兒愛姬嫁給伊達政宗，因此得到伊達軍的援軍而保持獨立。在伊達氏和正室的實家相馬氏之間的領土問題上，成為説服相馬義胤把丸森城歸還給伊達輝宗，成功令兩者達成和睦。不過由於清顯沒有愛姬以外的其他子女，所以在清顯於天正14年（1586年）死後，田村家內部與伊達家和相馬家之間再引起紛爭。之後伊達政宗擁立清顯的姪子（氏顯的兒子）宗顯為田村氏的後繼人。